# Tjuren från Bronx
Tjuren från Bronx (originaltitel: Raging Bull) är en amerikansk dramafilm från 1980 i regi av Martin Scorsese. Filmens manus är baserat på självbiografin med samma titel, skriven av den riktiga Jake LaMotta tillsammans med Joseph Carter och Peter Savage. Huvudrollen i filmen spelas av Robert De Niro. Det var den fjärde filmen i samarbetet mellan Martin Scorsese och Robert De Niro.

## Handling
Boxaren Jake LaMotta (Robert De Niro) använder sin vrede och sin våldsamma natur när han äntrar boxningsringen, vilket gör honom ostoppbar. Men med samma vrede misshandlar han sin fru (Cathy Moriarty) och bror (Joe Pesci) utanför ringen och får honom att bli allt mer paranoid.

## Medverkande
| Robert De Niro     | – Jake LaMotta               |
| Cathy Moriarty     | – Vikki LaMotta              |
| Joe Pesci          | – Joey LaMotta               |
| Nicholas Colasanto | – Tommy Como                 |
| Theresa Saldana    | – Lenora LaMotta (Joeys fru) |
| Frank Vincent      | – Salvy "Batts"              |
| Mario Gallo        | – Mario                      |
| Frank Adonis       | – Patsy                      |
| Geraldine Smith    | – Janet                      |

## Om filmen
Robert De Niro gick upp runt tjugo kilo under inspelningen av filmen för att skildra boxarens tid efter karriären.
För sin prestation i huvudrollen fick De Niro en Oscar för bästa manliga huvudroll. Filmen var nominerad till åtta Oscars och vann förutom De Niros Oscar även en Oscar för bästa klippning. Tjuren från Bronx vann också en Golden Globe för bästa manliga huvudroll och två BAFTA-priser.
Filmen har betraktats som en av de bästa filmerna genom tiderna och valdes till den bästa idrottsfilmen någonsin av American Film Institute.